# Edelare
Edelare est une section de la ville belge d'Audenarde située en Région flamande dans la province de Flandre-Orientale. C'était une commune à part entière avant la fusion des communes de 1965.
Le village est notamment connu pour son mont, l'Edelareberg, emprunté par certaines courses cycliste.

## Démographie

### Évolution démographique
- Sources : INS, Rem. : 1831 jusqu'en 1961 = recensements[2].